# Jaime Komer
Jaime Komer née Hipp, née le 1er septembre 1981 à Fresno en Californie, est une poloïste internationale américaine. Elle remporte par deux fois le titre de championne du monde en 2007 et en 2009 ainsi que la médaille d'argent lors Jeux olympiques d'été de 2008 avec l'équipe des États-Unis.

## Palmarès

### En sélection
- États-Unis
  - Jeux olympiques :
    - Médaille d'argent : 2008.

  - Championnat du monde :
    - Vainqueur : 2007 et 2009.
    - Finaliste : 2005.

  - Ligue mondiale :
    - Vainqueur : 2007.

  - Jeux panaméricains :
    - Vainqueur : 2007.